# Amnésie (X-Files)
Amnésie (John Doe) est le 7e épisode de la saison 9 de la série télévisée X-Files. Dans cet épisode, Doggett se réveille au Mexique totalement amnésique.
L'épisode a obtenu des critiques très favorables.

## Résumé
Doggett se réveille dans un entrepôt alors qu'un homme est en train de lui voler une chaussure. Il le poursuit à l'extérieur et, lorsque deux policiers interviennent, Doggett s'aperçoit qu'il est au Mexique, qu'il n'a pas de papiers d'identité et qu'il ne se rappelle plus de son nom. Il est placé en détention, puis libéré à l'initiative de Domingo, un autre prisonnier. Sans aucun souvenir de sa vie passée, Doggett accepte avec réticence de travailler pour Domingo, qui fait passer la frontière à des immigrés clandestins.
Douze jours plus tard, à Washington, Scully et Skinner apprennent que Doggett, qui enquêtait sur une disparition au Texas, est entré au Mexique. Alvin Kersh accepte que Reyes, déjà au Texas, aide la police mexicaine mais sans quitter le territoire américain. Pendant ce temps, Doggett, qui a remarqué qu'il avait un tatouage de Marine, cherche à se renseigner par téléphone. Scully, Reyes et Skinner apprennent ainsi qu'on a posé des questions sur quelqu'un correspondant au signalement de Doggett. Reyes se rend dans la ville d'où l'appel a été localisé, tandis qu'il est révélé que la mémoire de Doggett lui a été dérobée par Caballero, un responsable d'un cartel de la drogue qui possède la faculté d'absorber les souvenirs.
Reyes retrouve Doggett et essaie de lui faire retrouver la mémoire mais ils sont encerclés par la police locale à la solde du cartel. Doggett, qui a eu des flashbacks de son fils tout au long de l'épisode, se souvient que celui-ci est mort. Sur le point d'être capturés, Doggett et Reyes sont secourus par Skinner et la police fédérale mexicaine. Caballero est arrêté, tandis que Doggett récupère progressivement ses souvenirs.

## Distribution
- Gillian Anderson : Dana Scully
- Robert Patrick : John Doggett
- Annabeth Gish : Monica Reyes
- Mitch Pileggi : Walter Skinner
- James Pickens Jr. : Alvin Kersh
- Frank Roman : Domingo Salmeron
- Ramón Franco : Nestor
- Zitto Kazann : Caballero
- Eduardo Antonio Garcia : Mariano Molina

## Production
Vince Gilligan joue avec l'idée d'un « vampire de la mémoire » depuis plusieurs mois lorsque Frank Spotnitz lui suggère de placer son histoire au Mexique et de la focaliser autour du personnage de Doggett. Gilligan écrit alors le scénario « assez facilement ».
Michelle MacLaren fait ses débuts de réalisatrice avec cet épisode et s'inspire des conseils de Kim Manners, avec qui elle a travaillé plusieurs fois. Neuf caméras sont utilisées pour la scène de la tentative d'évasion en bus de Doggett et Reyes à la fin de l'épisode. Une rampe en acier est enterrée afin que le bus se renverse, et plusieurs caméras filment en accéléré pour donner l'illusion que le bus va plus vite qu'en réalité.
Bill Roe, le directeur de la photographie, s'inspire de motifs du film Traffic (2001) pour certains plans et opte pour une lumière vive très saturée pour les extérieurs de l'épisode alors que les intérieurs sont à l'inverse très sombres. Le décor de la chambre d'hôtel que loue Doggett est celui de l'ancien appartement de Mulder, entièrement redécoré pour l'occasion.

## Accueil

### Audiences
Lors de sa première diffusion aux États-Unis, l'épisode réalise un score de 5 sur l'échelle de Nielsen, avec 7 % de parts de marché, et est regardé par 8,7 millions de téléspectateurs.

### Accueil critique
L'épisode obtient des critiques très favorables. Juliette Harrisson, du site Den of the Geek, affirme que c'est le meilleur épisode standalone de la saison. Dans leur livre sur la série, Robert Shearman et Lars Pearson lui donnent la note de 5/5. John Keegan, du site Critical Myth, lui donne la note de 9/10. Zack Handlen, du site The A.V. Club, lui donne la note de A-. Le site Le Monde des Avengers lui donne la note de 4/4.